# Amtsgericht Eilenburg

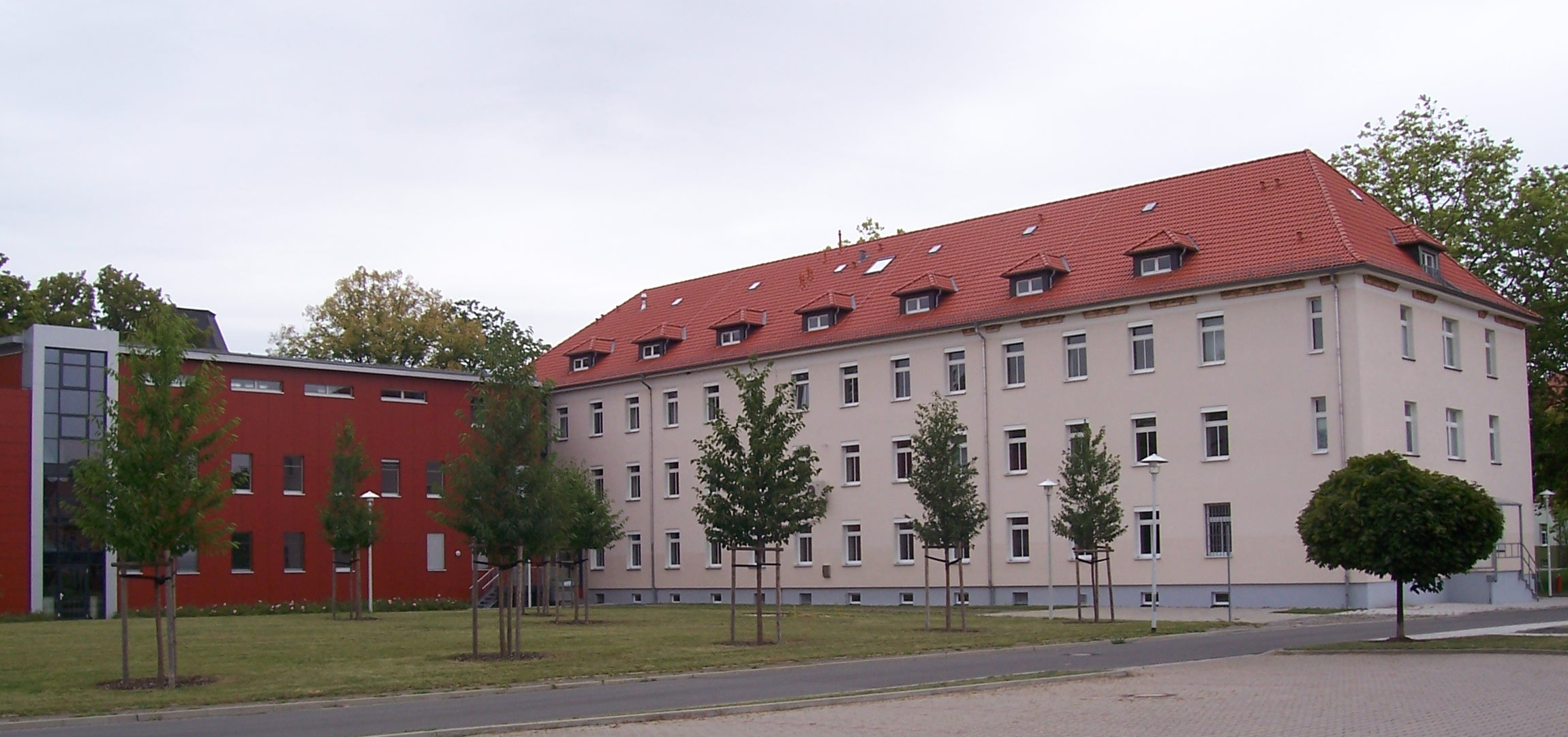
Amtsgericht Eilenburg (vor 2010)

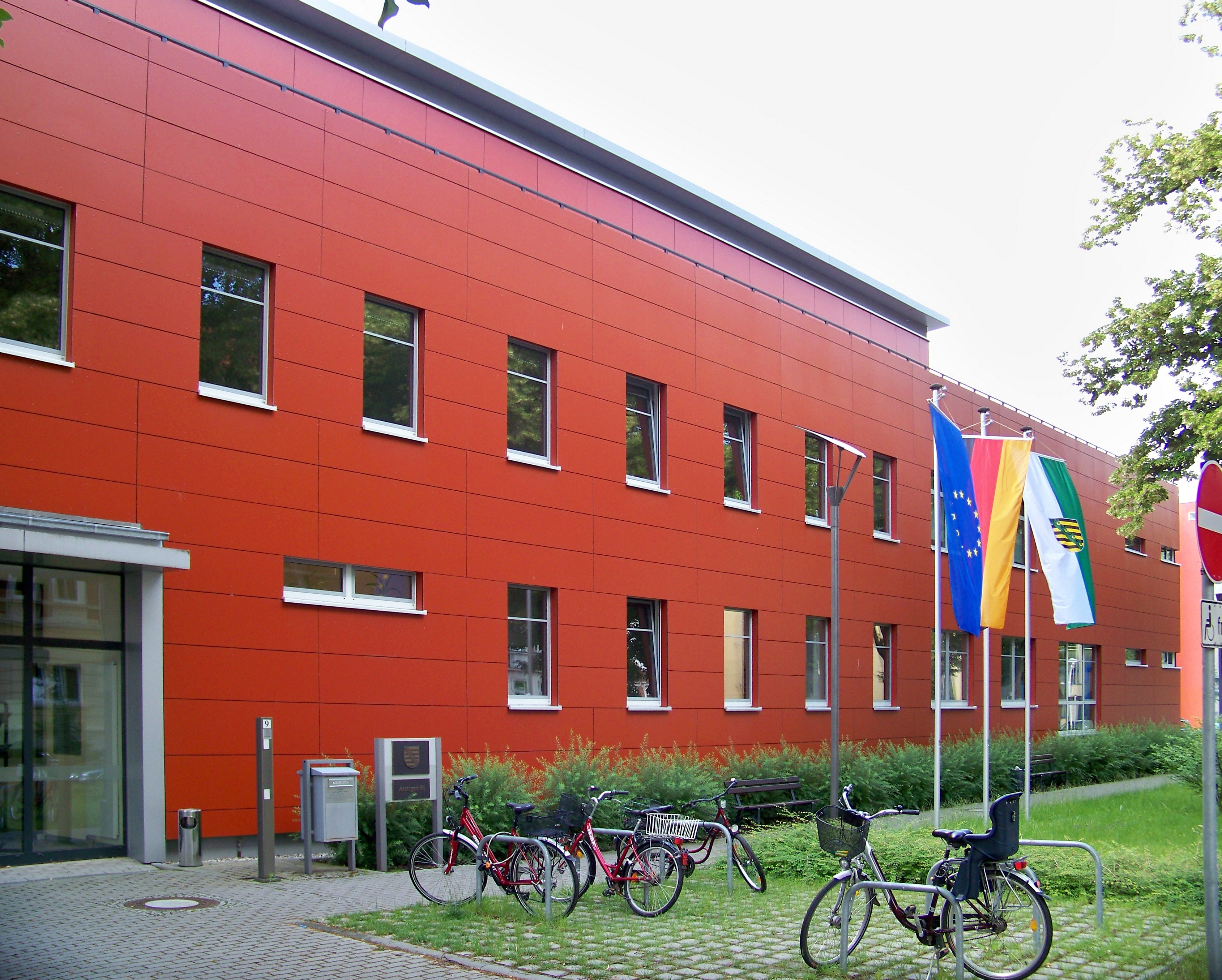
Beflaggung am Eilenburger Amtsgericht am 17. Juni (2009)

Das Amtsgericht Eilenburg ist ein Gericht der ordentlichen Gerichtsbarkeit und eines von insgesamt 25 Amtsgerichten im Freistaat Sachsen.

## Gerichtssitz und -bezirk
Der Gerichtsbezirk des Amtsgerichtes Eilenburg umfasst den Bereich des ehemaligen Landkreises Delitzsch mit den Gemeinden Bad Düben, Delitzsch, Doberschütz, Eilenburg, Jesewitz, Krostitz, Laußig, Löbnitz, Rackwitz, Schkeuditz, Schönwölkau, Taucha, Wiedemar und Zschepplin (§ 1 Abs. 4, Anlage Nr. 9 Sächsisches Justizgesetz). Das Gericht hat seinen Sitz in 04838 Eilenburg, Walther-Rathenau-Straße 9.

## Organisation
Das Amtsgericht Eilenburg verfügt über die Abteilungen Beratungshilfe, Betreuungsabteilung, Familienabteilung, Grundbuch, Nachlassabteilung, Strafabteilung, Vollstreckungsabteilung, Wachtmeisterei, Zahlstelle, Zeugenentschädigung und Zivilabteilung. Für die Führung des Handels-, Genossenschafts-, Partnerschafts- und Güterrechtsregisters sowie für Urheberrechtsstreitsachen, Verfahren der Insolvenzordnung, Zwangsversteigerung und Zwangsverwaltung, bestimmte Wirtschaftsstrafsachen und bestimmte Entscheidungen in Strafsachen einschließlich Jugendstrafsachen ist jedoch für sämtliche Städte und Gemeinden des Bezirks das Amtsgericht Leipzig zuständig. Im Amtsgericht Eilenburg befindet sich eine öffentliche Bibliothek. Das Landgericht Leipzig unterhält am Amtsgericht ein Büro seines Sozialen Dienstes. Im Eilenburger Amtsgericht arbeiten sechs Gerichtsvollzieher.

## Übergeordnete Gerichte
Das Amtsgericht Eilenburg ist neben den Amtsgerichten in Borna, Grimma, Leipzig und Torgau eines der fünf dem Landgericht Leipzig unmittelbar nachgeordneten Amtsgerichte. Das zuständige Oberlandesgericht hat seinen Sitz in Dresden.

## Geschichte
Von 1849 bis 1879 bestand in Eilenburg das Kreisgericht Eilenburg. Im Rahmen der Reichsjustizgesetze wurden reichsweit einheitlich Oberlandes-, Land- und Amtsgerichte gebildet. Das königlich preußische Amtsgericht Eilenburg wurde mit Wirkung zum 1. Oktober 1879 als eines von 16 Amtsgerichten im Bezirk des Landgerichtes Torgau im Bezirk des Oberlandesgerichtes Naumburg gebildet. Der Sitz des Gerichtes war die Stadt Eilenburg. Sein Gerichtsbezirk umfasste aus dem Kreis Delitzsch den Stadtbezirk Eilenburg und die Amtsbezirke Doberschütz, Eulenfeld, Gotha, Jesewitz, Krippehna, Mensdorf, Pressen, Sprotta, Wöllnau und Zschepplin sowie aus dem Amtsbezirk Hohenprießnitz die Gemeindebezirke Gruna, Hohenprießnitz, Laußig und der Gutsbezirke Gruna und Hohenprießnitz. Am Gericht bestanden 1880 zwei Richterstellen. Das Amtsgericht war damit ein mittelgroßes Amtsgericht im Landgerichtsbezirk.
Im Jahre 1952 wurden in der DDR die Amtsgerichte aufgehoben und durch Kreisgerichte ersetzt. Eilenburg kam zum Kreis Eilenburg, entsprechend entstand das Kreisgericht Eilenburg im Bezirk des Bezirksgerichtes Leipzig. Nach dem Zusammenbruch der DDR wurde mit dem Gesetz über die Organisation der Gerichte im Freistaat Sachsen vom 30. Juni 1992 eine neue Gerichtsorganisation eingeführt. Damit wurde das Amtsgericht Eilenburg neu eingerichtet.

## Entscheidungen
Überregional bekannt wurde das Amtsgericht Eilenburg im Herbst 2009 mit einem Urteil zur Verwertbarkeit von Blitzerfotos zur Überführung von Temposündern. Es befand damals, „dass es bereits einen Eingriff in das Recht auf informationelle Selbstbestimmung darstellt, der einer gesetzlichen Grundlage bedarf, wenn ‚zur Identifizierung des verdächtigen Fahrers ein Bild technisch fixiert (wird), das als Beweismittel jederzeit abrufbar ist und aufbereitet und ausgewertet werden kann‘“.